# 衰鬼撬牆腳
，是1990年上映的一部香港恐怖鬼片，由劉觀偉執導，劉觀偉監製，陳友、吳耀漢、王文君、司馬燕主演。

## 劇情
本片講述David（陳友 飾）因英年早逝,未嘗與異性交歡而心願未了, 無法投胎，成為青頭鬼流連人間。唯有找到一名黃花閨女為其自願獻身，才能輪迴轉世。

David於某日偶然邂逅了女子Liza（王文君 飾），被其美色所吸引，向其展開追求。David化身成風度翩翩、英俊瀟灑的紳士，向Liza發起了熱情的攻勢，Liza亦漸生好感，即將淪陷。Liza之未婚夫Landal（吳耀漢 飾）對David起了疑心，之後發現其身份與目的，David將這一切告訴了Liza，但Liza並不相信，面臨破身危機。Landal遂與同四位朋友保羅（車保羅 飾）、阿鐸（黃天鐸 飾）、阿聰（林敏驄 飾）、修哥（胡楓 飾）組成捉鬼隊，誓要拯救Liza。

## 演員表
| 演員   | 角色                                                    |
| 陳友   | David/ Robert仔 青頭鬼 為了投胎，設法找黃花閨女使其破身 |
| 吳耀漢 | Landal Liza之未婚夫                                     |
| 王文君 | Liza MiMi之姊 Landal之未婚妻                            |
| 司馬燕 | MiMi Liza之妹，喜歡Robert仔(David之分身)                |
| 車保羅 | 保羅 Landal之朋友，與其組成捉鬼隊                       |
| 黃天鐸 | 阿鐸 Landal之朋友，與其組成捉鬼隊                       |
| 胡楓   | 修哥 Landal之朋友，與其組成捉鬼隊                       |
| 林敏驄 | 阿聰 Landal之朋友，與其組成捉鬼隊                       |
| 陳龍   | 法師                                                    |
| 張堅庭 |                                                         |
| 左頌昇 |                                                         |
| 劉玉婷 |                                                         |
| 葉榮祖 | 香燭店店主                                              |
| 魯芬   | 大山姐 拳擊手                                           |
| 梁十一 |                                                         |
| 鄭婉雯 |                                                         |
| 何沛東 |                                                         |
| 張景坡 |                                                         |
| 謝偉傑 |                                                         |
| 朱斗   |                                                         |
| 林克明 |                                                         |
| 馮萬光 |                                                         |
| 凌志華 |                                                         |
| 張兆   |                                                         |
| 陳中泰 |                                                         |

## 外部連結
- 香港影庫上《衰鬼撬牆腳》的資料（繁體中文）
- 互联网电影数据库（IMDb）上《衰鬼撬牆腳》的资料（英文）